# نسبة التهوية/التروية
في فسيولوجيا الجهاز التنفسي، نسبة التهوية / التروية (نسبة V̇ / Q̇ أو نسبة V / Q) هي نسبة تستخدم لتقييم كفاءة وكفاية مطابقة متغيرين:
- V̇ أو V - التهوية - الهواء الذي يصل إلى الحويصلات الهوائية
- Q̇ أو Q - التروية - الدم الذي يصل إلى الحويصلات الهوائية عن طريق الشعيرات الدموية

وبالتالي يمكن تعريف نسبة V / Q على أنها نسبة كمية الهواء التي تصل إلى الأسناخ في الدقيقة الواحدة إلى كمية الدم التي تصل إلى الأسناخ في الدقيقة - وهي نسبة من معدلات التدفق الحجمي. يشكل هذان المتغيران، V & Q ، المحددات الرئيسية لتركيز الأكسجين في الدم (O 2) وثاني أكسيد الكربون (CO 2).
يمكن قياس نسبة V / Q من خلال مسح التهوية / التروية.
عدم تطابق AV / Q يمكن أن يتسبب في فشل الجهاز التنفسي من النوع 1 .

## الفيزيولوجيا
من الناحية المثالية، يكون الأكسجين الذي يتم توفيره عن طريق التهوية كافياً لتشبع الدم بالكامل. في البالغين العاديين، يمكن أن يحتوي 1 لتر من الدم على حوالي 200 مل من الأكسجين. 1 لتر من الهواء الجاف يحتوي على حوالي 210 مل من الأكسجين. لذلك، في ظل هذه الظروف، ستكون نسبة التروية/التهوية المثالية حوالي 0.95. إذا نظرنا إلى الهواء المرطب (مع كمية أقل من الأكسجين)، فستكون النسبة المثلى للوحدة / القيمة في حدود 1.0 ، مما يؤدي إلى مفهوم المساواة في التهوية-التروية أو مطابقة التهوية-التروية . يمكن تقييم هذه المطابقة في الرئة ككل، أو في مجموعات فردية أو فرعية من وحدات تبادل الغاز في الرئة. على الجانب الآخر ، عدم تطابق التهوية-التروية هو المصطلح المستخدم عندما لا تتطابق التهوية والتروية في وحدة تبادل الغاز.
القيم الفعلية في الرئة تختلف تبعا للموضع داخل الرئة. إذا أخذت ككل، فإن القيمة النموذجية هي حوالي 0.8.
نظرًا لأن الرئة تتمركز عموديًا حول القلب، فإن جزءًا من الرئة يكون فوق القلب وجزء تحته. هذا له تأثير كبير على نسبة V / Q:
- قمة الرئة - أعلى
- قاعدة الرئة - أقل

عند شخص يقف في وضع انتصابي (مستقيم) تظهر قمة الرئة نسبة V / Q أعلى، بينما في قاعدة الرئة تكون النسبة أقل ولكنها أقرب إلى القيمة المثلى للوصول إلى تركيزات كافية من أكسجين الدم. في حين أن كلا من التهوية والتروية يزدادان من القمة إلى القاعدة، فإن التروية تزيد بدرجة أكبر من التهوية، مما يقلل نسبة V / Q عند قاعدة الرئتين. العامل الرئيسي الذي ينطوي عليه إنشاء تدرج V / Q بين القمة وقاعدة الرئة هو الجاذبية (وهذا هو السبب في أن نسب V / Q تتغير في الأوضاع بخلاف الوضع الانتصابي).

### التهوية
تعمل الجاذبية ووزن الرئة على التهوية عن طريق زيادة الضغط الجنبي عند القاعدة (مما يجعلها أقل سلبية) وبالتالي تقليل حجم السنخ. ويسمى الجزء الأدنى من الرئة فيما يتعلق بالجاذبية المنطقة التابعة. في المنطقة التابعة الأحجام السنخية الأصغر تعني أن الأسناخ مطاوعة أكثر (أكثر قابلية للنفخ) ولذلك قادرة على المزيد من التبادل الأكسجين. على الرغم من أن الضغط العلوي الجزئي للأكسجين أعلى من التهوية، فإن التهوية أقل كفاءة نظرًا لأن مطاوعتها أقل وبالتالي يتم تبادل أحجام أصغر.

### التروية
إن تأثير الجاذبية على التروية الرئوية يعبر عن نفسه على أنه الضغط الهيدروستاتيكي للدم الذي يمر عبر فروع الشريان الرئوي من أجل الوصول إلى المناطق القمية والقاعدية في الرئتين، ويتصرف بالتآزر مع الضغط الذي تم تطويره بواسطة البطين الأيمن. وبالتالي في ذروة الرئة، قد يكون الضغط الناتج غير كافٍ لإنشاء تدفق (والذي لا يمكن إبقاؤه إلا من خلال الضغط السلبي الناتج عن التدفق الوريدي نحو الأذين الأيسر) أو حتى لمنع انهيار الهياكل الوعائية المحيطة بالحويصلات الهوائية، بينما تظهر قاعدة الرئة تدفقًا مكثفًا بسبب الضغط العالي.

## علم الأمراض

### التغيرات الشديدة لل V / Q
- منطقة ذات تروية لكن بدون تهوية (وبالتالي V / Q صفر) تسمى «تحويلة».
- المنطقة ذات التهوية ولكن لا يوجد نضح (وبالتالي V / Q غير محدد على الرغم من الاقتراب من اللانهاية) تسمى الفضاء الميت.[3]

جدير بالملاحظة أن القليل فقط من الظروف تشكل تحويلًا «خالصًا» أو فضاءا ميتًا حيث إنها لا تتوافق مع الحياة، وبالتالي فإن مصطلح عدم تطابق V / Q هو الأنسب للظروف بين هذين الطرفين.

### الفيزيولوجيا المرضية
- تؤدي نسبة V / Q الأقل (فيما يتعلق بالقيمة المتوقعة لمنطقة رئة معينة في وضع محدد) إلى إعاقة تبادل الغازات الرئوية وهي سبب انخفاض الضغط الجزئي الشرياني للأكسجين (paO 2). كما أن إفراز ثاني أكسيد الكربون ضعيف، لكن ارتفاع الضغط الجزئي الشرياني لثاني أكسيد الكربون (paCO 2) أمر غير شائع للغاية لأن هذا يؤدي إلى التنبيه التنفسي والزيادة الناتجة في التهوية السنخية تعيد paCO 2 إلى المعدل الطبيعي. عادة ما تُرى هذه الظواهر الشاذة في التهاب الشعب الهوائية المزمن والربو ومتلازمة الكبد الرئوية والوذمة الرئوية الحادة.
- ارتفاع نسبة V / Q يقلل PACO 2 ويزيد من PAO 2 . بسبب زيادة تهوية الفضاء الميت، يتم تقليل PaO2 وبالتالي فإن تشبع الأكسجين المحيطي أقل من المعتاد، مما يؤدي إلى سرعة التنفس وضيق التنفس. عادةً ما يرتبط هذا الاكتشاف بانسداد رئوي (حيث يتم إعاقة الدورة الدموية بواسطة الصمة). يضيع التهوية، لأنه يفشل في أكسجين أي دم. يمكن أيضًا ملاحظة ارتفاع نسبة V / Q في الانتفاخ باعتباره فرط تهوية غير ملائم لحمة الرئة غير التالفة. بسبب فقدان مساحة سطح السنخية، هناك تهوية متناسبة أكثر لكل منطقة نضح متاحة. وعلى النقيض، هذه الخسارة من مساحة السطح يؤدي إلى انخفاض الشرايين ص 2 بسبب ضعف تبادل الغازات (انظر قانوني فيك للانتشار).